# Batalha de Ulm
A Batalha de Ulm (16 a 19 de outubro de 1805) foi uma série de escaramuças no final da Campanha de Ulm, liderada por Napoleão Bonaparte e que culminou na rendição de todo exército austríaco perto de Ulm.

## Antecedentes
Em 1805, o Reino Unido, o Império Austríaco, a Suécia e o Império Russo formaram a Terceira Coalizão para derrubar o Império Francês. Quando a Bavária se aliou a Napoleão, os austríacos, com 72 mil homens sob o comando de Mack, invadiram prematuramente enquanto os russos ainda marchavam pela Polônia. Os austríacos esperavam que as principais batalhas da guerra ocorressem no norte da Itália, não na Alemanha, e pretendiam apenas proteger os Alpes das forças francesas.
Uma lenda popular, mas apócrifa, diz que os austríacos usavam o calendário gregoriano, os russos ainda usavam o calendário juliano. Isso significava que suas datas não correspondiam e os austríacos entraram em conflito com os franceses antes que os russos pudessem entrar na linha. Esta explicação simples, mas implausível, para o exército russo estar muito atrás do austríaco é descartada pelo estudioso Frederick Kagan como "um mito bizarro".
Napoleão tinha 177 mil soldados do Grande Armée em Boulogne, prontos para invadir a Inglaterra. Eles marcharam para o sul em 27 de agosto e em 24 de setembro estavam prontos para cruzar o Reno de Mannheim para Estrasburgo. Depois de cruzar o Reno, a maior parte do exército francês fez uma gigantesca movimentação para que seu corpo chegasse ao Danúbio simultaneamente, voltado para o sul. Em 7 de outubro, Mack soube que Napoleão planejava cruzar o Danúbio e marchar em torno de seu flanco direito para isolá-lo dos russos que marchavam via Viena. Ele, portanto, mudou de frente, colocando sua esquerda em Ulm e sua direita em Rain, mas os franceses seguiram em frente e cruzaram o Danúbio em Neuburg, Donauwörth e Ingolstadt. Incapaz de impedir a avalanche francesa, a corporação austríaca de Michael von Kienmayer abandonou suas posições ao longo do rio e fugiu para Munique.

Em 8 de outubro de 1805, a divisão de Franz Auffenberg foi destruída por Joachim Murat do Corpo de cavalaria e Jean Lannes do V Corpo na Batalha de Wertingen. No dia seguinte, Mack tentou cruzar o Danúbio e seguir para o norte. Ele foi derrotado na Batalha de Günzburg pela divisão de Jean-Pierre Firmin Malher do VI Corpo de exército de Michel Ney, que ainda operava na margem norte. Durante a ação, os franceses apreenderam uma cabeça de ponte na margem sul. Depois de se retirar para Ulm, Mack tentou fugir para o norte. Seu exército foi bloqueado por Pierre Dupont de l'Etang da Divisão do VI Corpo de exército e alguma cavalaria na Batalha de Haslach-Jungingen em 11 de outubro.
No dia 11, o exército de Napoleão foi espalhado em uma ampla rede para capturar o exército de Mack. O IV Corpo de exército de Nicolas Soult alcançou Landsberg am Lech e virou para o leste para isolar Mack do Tirol. O I Corpo de exército de Jean-Baptiste Bernadotte e o III Corpo de exército de Louis Nicolas Davout convergiram para Munique. O II Corpo de exército de Auguste Marmont estava em Augsburgo. Murat, Ney, Lannes e a Guarda Imperial começaram a se aproximar de Ulm. Mack ordenou que o corpo de Franz von Werneck marchasse para o nordeste, enquanto Johann Sigismund Riesch cobriu seu flanco direito em Elchingen. O comandante austríaco enviou as tropas de Franz Jellacic para o sul, em direção ao Tirol, e manteve o restante de seu exército em Ulm.

## Batalha

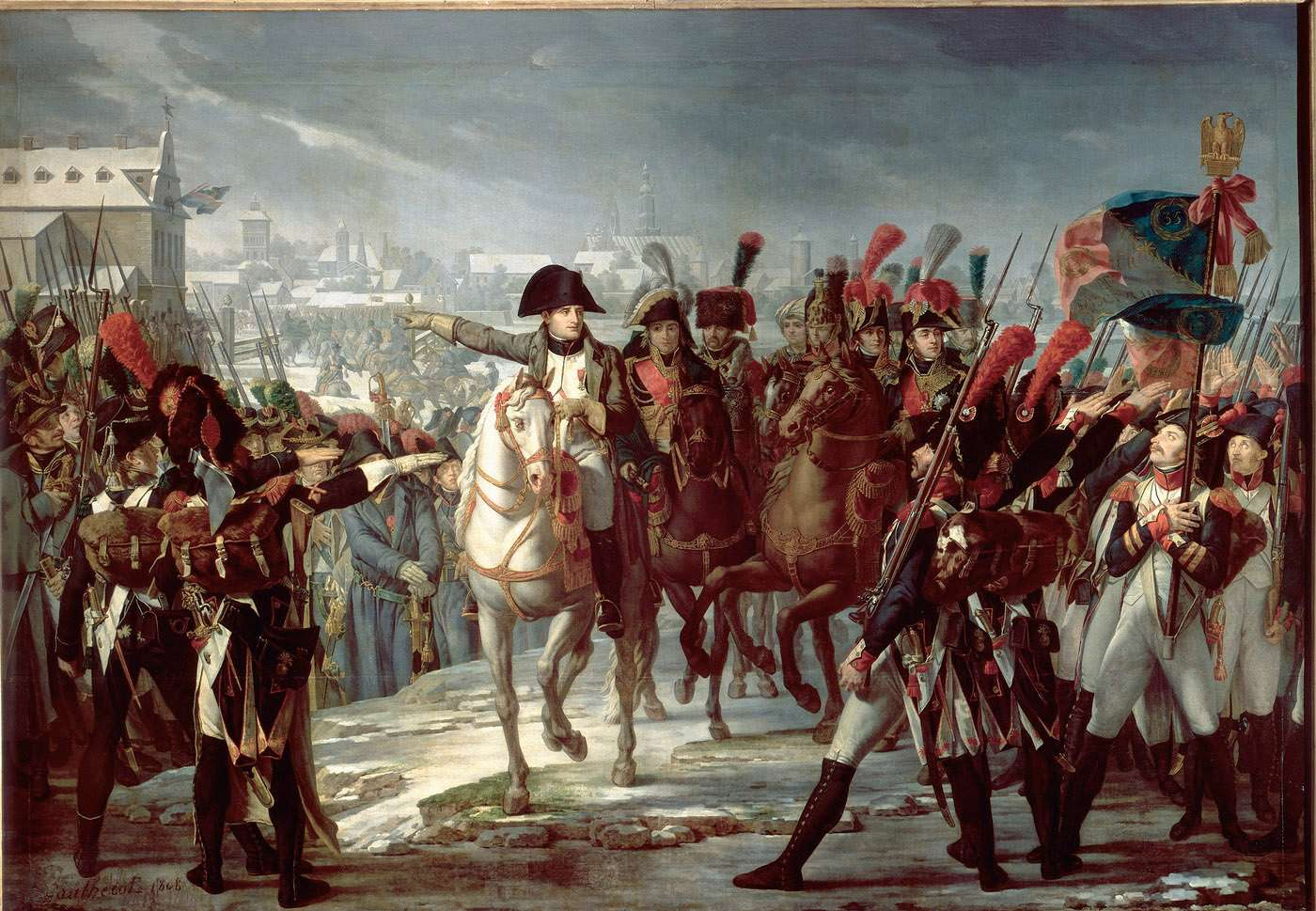
Ilustração.

Em 14 de outubro, Ney esmagou o pequeno corpo de tropas de Riesch na Batalha de Elchingen e perseguiu seus sobreviventes de volta a Ulm. Murat detectou a força de Werneck e correu em perseguição com sua cavalaria. Nos dias seguintes, o corpo de Werneck foi dominado por uma série de ações em Langenau, Herbrechtingen, Nördlingen e Neresheim. Em 18 de outubro, ele entregou o restante de suas tropas. Apenas o arquiduque Ferdinand Karl Joseph da Austria. Este e alguns outros generais escaparam para a Boêmia com cerca de 1,2 mil cavalarias. Enquanto isso, Soult garantiu a rendição de 4,6 mil austríacos em Memmingen. Jellacic passou por Soult e escapou para o sul apenas para ser caçado e capturado na capitulação de Dornbirn em meados de novembro por Pierre Augereau. Em 16 de outubro, Napoleão havia cercado todo o exército de Mack em Ulm e, três dias depois, Mack se rendeu com 25 mil homens, 18 generais, 65 armas e 40 estandartes.
Cerca de 20 mil escaparam, 10 mil foram mortos ou feridos e o resto feito prisioneiro. Cerca de 500 franceses foram mortos e mil feridos, um número baixo para uma batalha tão decisiva. Em menos de 15 dias, o Grande Armée neutralizou 60 mil austríacos e 30 generais. Na rendição (conhecida como Convenção de Ulm), Mack ofereceu sua espada e se apresentou a Napoleão como "o infeliz General Mack". Mack foi submetido a corte marcial e condenado a dois anos de prisão.

## Consequências

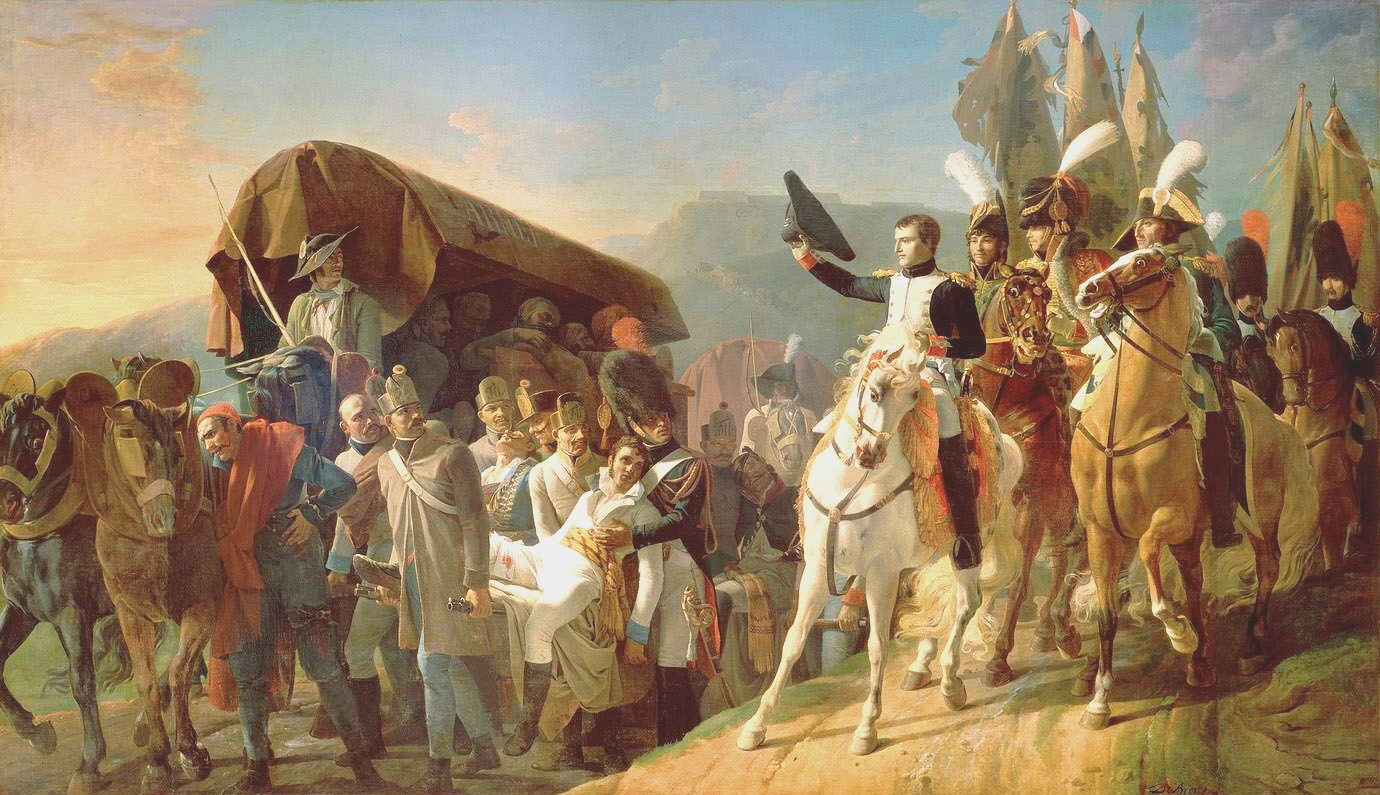
Quadro que retrata Napoleão e seus soldados vendo as tropas austríacas fugirem.

A Campanha de Ulm é considerada um dos melhores exemplos de uma vitória estratégica. A campanha foi vencida sem grandes batalhas. Os austríacos caíram na mesma armadilha que Napoleão preparou na Batalha de Marengo, mas com maior sucesso. Tudo foi feito para confundir o inimigo.
Em sua proclamação no Bulletin de la Grande Armée de 21 de outubro de 1805, Napoleão disse: "Soldados da Grande Armée, anunciei uma grande batalha. Mas, graças às más combinações do inimigo, obtive o mesmo sucesso sem risco ... Em 15 dias, ganhamos uma campanha. "
Ao derrotar o exército austríaco, Napoleão garantiu a conquista de Viena, que seria conquistada um mês depois.

Como a Batalha de Austerlitz, a Campanha de Ulm ainda é ensinada em escolas militares em todo o mundo.